# Xipotheca elliptica
Xipotheca elliptica là một loài thực vật có hoa trong họ Đậu. Loài này được (DC.) A.L.Schutte & B.-E.van Wy miêu tả khoa học đầu tiên.